# معابر برلين الحدودية

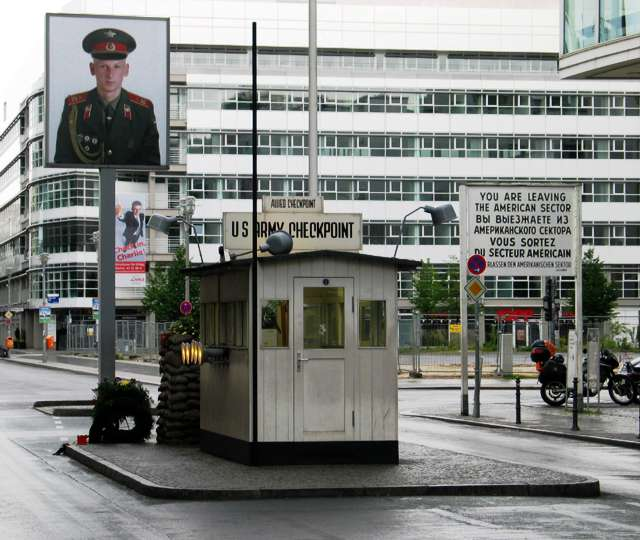
نقطة تفتيش تشارلي، فريدريش شتراسه، برلين: نسخة طبق الأصل من الحدود الغربية القديمة.

معابر برلين الحدودية المعابر الحدودية التي نشأت نتيجة لمرحلة تقسيم ألمانيا ما بعد الحرب العالمية الثانية. قبل بناء حائط برلين في عام 1961، كان السفر بين القطاعين الشرقي والغربي في برلين خارج نطاق السيطرة تمامًا، على الرغم من أن السلطات السوفيتية وألمانيا الشرقية فرضت قيودًا متزايدة على المعابر الرئيسية بين القطاعات. سمح هذا الوصول، وخاصة بعد إغلاق الحدود الألمانية الداخلية، لهجرة الكتلة الشرقية وانشقاقها. بعد ذلك اختار المسؤولون الألمان الشرقيون، الذين أُهينوا بهذا الانشقاق الجماعي، بناء جدار برلين لمنع السكان من مغادرة ألمانيا الشرقية.
بعد بناء حائط برلين في عام 1961، تم إنشاء المحطات الحدودية بين برلين الشرقية (التي تعتبر عاصمة ألمانيا الشرقية من قبل جمهورية ألمانيا الديمقراطية ولكن غير المعترف بها من قبل الحلفاء الغربيين) والقطاعات التي يسيطر عليها هؤلاء الحلفاء الغربيين الثلاثة. على الرغم من وجود معابر قليلة في البداية فقد تم بناء المزيد من المواقع على مدى عمر الجدار. عبر العديد من الألمان الشرقيين الجدار بصورة غير شرعية بالتسلق فوقه أو الغلتفاف حوله أو الحفر أسفله، بينما مات كثيرون آخرون أثناء محاولتهم العبور.

## إجراءات مراقبة الحدود
بين برلين الغربية وأراضي جمهورية ألمانيا الديمقراطية (GDR)، تم تطوير المحطات الحدودية بشكل فعال للغاية على جانب ألمانيا الشرقية. يقوم مسؤولو الحدود ووكلاء الجمارك بمراقبة حركة المرور الواردة والصادرة وفقًا للإجراءات المعمول بها، وفي بعض الأحيان بأقصى قدر من التدقيق. وكان التقسيم الصارم للعمل بين مختلف المنظمات هو القاعدة. تم الحفاظ على أمن الحدود الخارجية والمعابر الحدودية من قبل فرق أمنية خاصة لقوات حرس الحدود في جمهورية ألمانيا الديمقراطية.
تم إجراء عمليات الفحص الفعلي لحركة مرور السيارات والمشاة من قبل وحدات مراقبة الجوازات (اختصار PKE الألماني، اختصار لـ Passkontrolleinheiten). لم تكن وحدات مراقبة الجوازات تحت قيادة قوات حرس الحدود في جمهورية ألمانيا الديمقراطية وبالتالي وزارة الدفاع، ولكن لأمن الدولة ومع ذلك، أثناء العمل في المحطات الحدودية، أرتدى أرتدى مراقبة الجوازات نفس الزي الذي يرتديه جنود حرس الحدود. للتفتيش الشخصي، استخدمت القوات المؤهلة تأهيلا عاليا والمدربين تدريبا خاصا على وجه الحصر. يمكن نقل جوازات السفر وبطاقات الهوية وما إلى ذلك من مواقع التفتيش إلى مركز المعالجة باستخدام تلفزيون الدائرة المغلقة والإضاءة فوق البنفسجية. من هناك، صدرت الأوامر باستخدام عرض رقمي لوحدة التحكم في جواز السفر، على سبيل المثال «طلب وثائق إضافية»، «تأخير الإصدار»، طرح أسئلة محددة مسبقًا، إلخ.
على الجانب الغربي من برلين، تمركز رجال الشرطة والجمارك. لا توجد عمليات تفتيش شخصية عادة هناك.
- عند معابر العبور (مواقع المرور التي تمر عبر ألمانيا الشرقية في طريقها إلى بلد آخر)، سيتم تسجيل البيانات الديموغرافية الإحصائية عن المسافرين (وجهة السفر، وما إلى ذلك)، وسيتم تفتيش المسافرين من حين لآخر، عند الضرورة إجراء التحقيقات بهدف الكشف عن الجرائم.
- كانت حركة الشحن المتجهة إلى بلدان أخرى خاضعة للمعالجة الجمركية. كان الشحن إلى جمهورية ألمانيا الاتحادية خاضعًا فقط لحفظ السجلات الإحصائية.
- في نقطة تفتيش برافو (دريليندين) ونقطة تفتيش تشارلي (Friedrichstraße)، أقامت قوات الحلفاء نقاط تفتيش، لكنها لم تكن ذات صلة بحركة المرور الشخصية والتجارية المنتظمة. كانت بمثابة محطات المعالجة للوحدات العسكرية وكذلك عرض للوجود العسكري. تم استخدام سلطتهم للقيام بعمليات تفتيش إضافية فقط في حالات نادرة للغاية.
- وجهت العلامات المسافرين عبر ألمانيا الشرقية للإبلاغ عن أي أحداث مشبوهة قد تحدث أثناء عبورهم؛ من خلال هذه الوسائل، كان يتعين جمع المعلومات فيما يتعلق، على سبيل المثال، القبض على مواطني ألمانيا الغربية.

## من يستطيع العبور

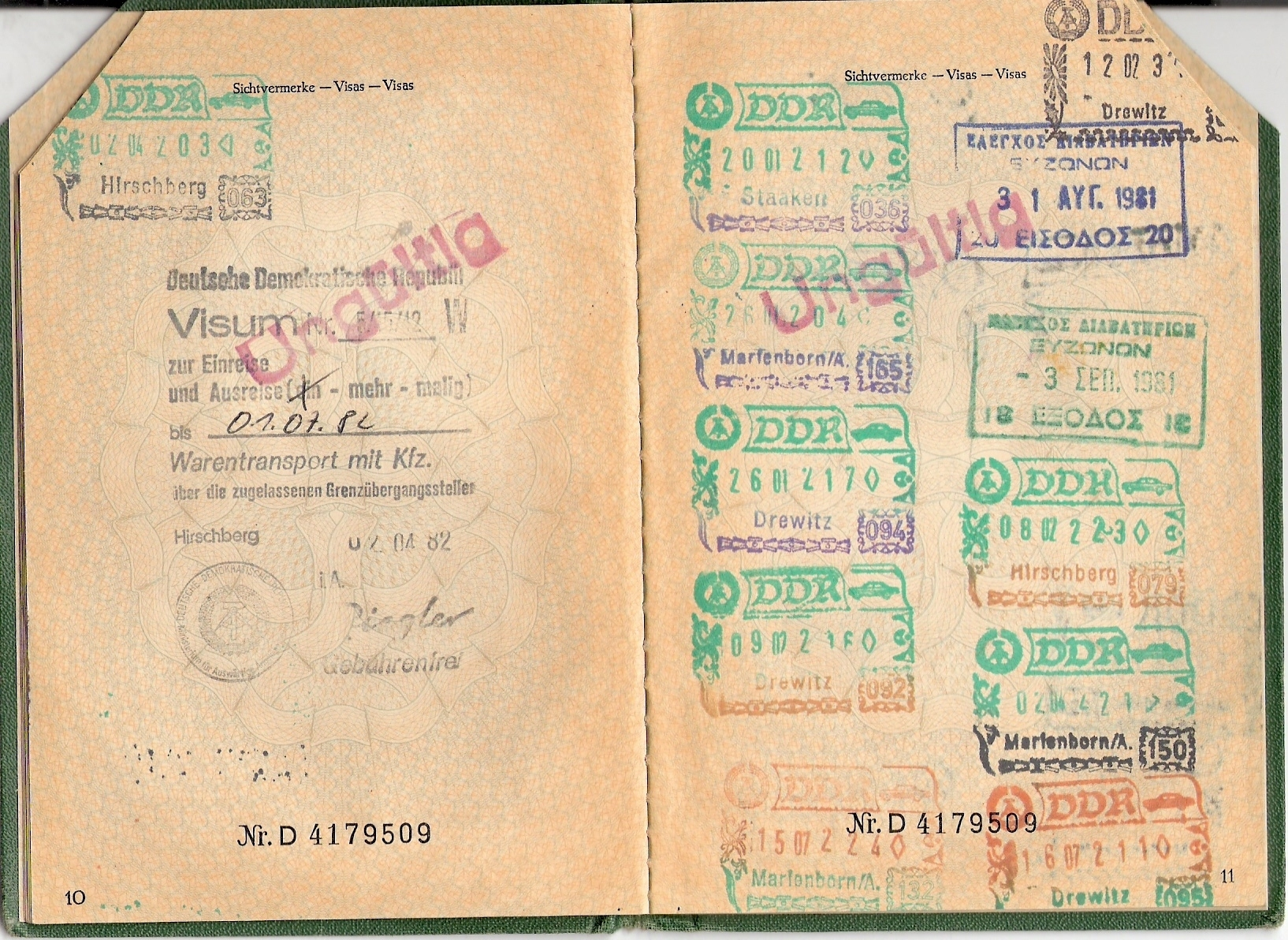
تأشيرة للسفر إلى ألمانيا الشرقية مع الطوابع المقابلة على الحدود الألمانية الداخلية وحدود برلين الغربية.

لم يتمكن سكان برلين الغربية في البداية من زيارة برلين الشرقية أو ألمانيا الشرقية على الإطلاق. تم إغلاق جميع نقاط العبور لهم في الفترة ما بين 26 أغسطس 1961 و17 ديسمبر 1963. في عام 1963، أسفرت المفاوضات بين الشرق والغرب عن إمكانية محدودة للزيارات خلال موسم عيد الميلاد في تلك السنة (Passierscheinregelung). تم وضع ترتيبات مماثلة للغاية في الأعوام 1964 و1965 و1966. في عام 1971، مع اتفاق القوى الأربع بشأن برلين، تم التوصل إلى اتفاقات سمحت لسكان برلين الغربية بالتقدم للحصول على تأشيرات لدخول برلين الشرقية وألمانيا الشرقية بانتظام، مقارنةً بالقواعد المعمول بها بالفعل بالنسبة للألمان الغربيين. ومع ذلك، لا يزال بإمكان سلطات ألمانيا الشرقية رفض تصاريح الدخول.
لا يمكن لسكان برلين الشرقية والألمان الشرقيين في البداية السفر إلى برلين الغربية أو ألمانيا الغربية على الإطلاق. ظل هذا النظام ساري المفعول بشكل أساسي حتى سقوط الجدار، ولكن على مدار السنوات تم تقديم عدة استثناءات لهذه القواعد، أهمها:
- يمكن للمتقاعدين من كبار السن السفر إلى الغرب ابتداءً من عام 1964
- زيارات الأقارب للمسائل العائلية المهمة
- الأشخاص الذين اضطروا للسفر إلى الغرب لأسباب مهنية (مثل الفنانين وسائقي الشاحنات وما إلى ذلك.)

ومع ذلك، كان لا بد من تقديم طلب لكل زيارة على حدة ولم يتم ضمان الموافقة على الإطلاق. بالإضافة إلى ذلك، حتى لو تمت الموافقة على السفر، يمكن للمسافرين في ألمانيا الشرقية فقط استبدال كمية صغيرة جدًا من ماركات ألمانية الشرقية بماركات ألمانية الغربية (DM)، مما يحد من الموارد المالية المتاحة لهم للسفر إلى الغرب. وقد أدى ذلك إلى ممارسة ألمانيا الغربية المتمثلة في منح مبلغ صغير من عملتها سنويًا (Begrüßungsgeld، أو أموال ترحيب) لمواطني جمهورية ألمانيا الديمقراطية الذين يزورون ألمانيا الغربية وبرلين الغربية، للمساعدة في تخفيف هذا الوضع.
كان مواطنو دول أوروبا الشرقية الأخرى باستثناء يوغوسلافيا يخضعون عمومًا لنفس الحظر على زيارة الدول الغربية مثل الألمان الشرقيين، على الرغم من أن الاستثناء المنطبق (إن وجد) كان يختلف من بلد إلى آخر. يمكن لمواطني المجر عبور برلين الغربية بحرية اعتبارًا من 1 يناير 1988.  

## المعابر الحدودية حتى عام 1990

### برلين الغربية - برلين الشرقية
كان هناك العديد من المعابر الحدودية بين برلين الشرقية والغربية:
- معبر الحدود Bornholmer Straße، في Bornholmer Straße فوق Bösebrücke بين Berlin- Prenzlauer Berg وBerlin-Wedding (افتتح عام 1961).
  - بالنسبة إلى سكان برلين الغربية ومواطني الجمهورية الاتحادية ومواطني جمهورية ألمانيا الديمقراطية والدبلوماسيين (برا)
- بوابة براندنبورغ بين برلين-تيرجارتن وبرلين-مته، افتتحت في 13 أغسطس 1961. في 14 أغسطس، تجمع سكان برلين الغربية على الجانب الغربي من البوابة للتظاهر ضد جدار برلين. بحجة أن المظاهرات الغربية تطلبت ذلك، أغلق الشرق نقطة التفتيش في نفس اليوم، «حتى إشعار آخر»، وهو الوضع الذي كان سيستمر حتى 22 ديسمبر 1989.
- Chausseestraße / Reinickendorfer Straße بين Berlin-Wedding و Berlin-Mitte
  - لمواطني برلين الغربية وجمهورية ألمانيا الديمقراطية (عن طريق البر)
- Invalidenstraße / Sandkrugbrücke بين Tiergarten و Berlin-Mitte
  - لمواطني برلين الغربية وجمهورية ألمانيا الديمقراطية (عن طريق البر)
- نقطة تفتيش تشارلي / فريدريش شتراسه بين برلين- مته وبرلين-كروزبرج (افتتح عام 1961)
  - للأجانب والدبلوماسيين والعسكريين المتحالفين والمواطنين في جمهورية ألمانيا الديمقراطية (برا)
- Heinrich-Heine-Straße / Prinzenstraße بين Berlin-مته وBerlin-Kreuzberg
  - لمواطني الجمهورية الاتحادية، مواطني جمهورية ألمانيا الديمقراطية والدبلوماسيين (عن طريق البر)
  - يشار إلى هذا أحيانًا باسم نقطة تفتيش دلتا
- Oberbaumbrücke بين Friedrichshain وBerlin-Kreuzberg (افتتحت عام 1963)
  - لمواطني برلين الغربية وجمهورية ألمانيا الديمقراطية (المشاة)
- Sonnenallee بين نيوكولن وتريبتو
  - لمواطني برلين الغربية وجمهورية ألمانيا الديمقراطية (عن طريق البر)

بالإضافة إلى ذلك، تقع بالكامل في شرق برلين (تصل إليها بواسطة الترام أو المترو أو السكك الحديدية):

## التغييرات في عامي 1989 و 1990
في الفترة ما بين سقوط جدار برلين في 9 نوفمبر 1989 وإلغاء جميع الضوابط الحدودية في 1 يوليو 1990، تم بناء العديد من المعابر الحدودية الإضافية للاستخدام المؤقت. نظرًا لقيمتها الرمزية، فإن أشهرها كان جسر غلينيك وبرناور شتراسه وبوتسدام بلاتز وبوابة براندنبورغ.
كان افتتاح بوابة براندنبورغ مجرد إجراء رسمي تم في 22 ديسمبر 1989 بناءً على طلب المستشار هيلموت كول آنذاك. كان المئات من الطواقم التلفزيونية من جميع أنحاء العالم يتوقعون هذا الحدث التاريخي لأسابيع.
سُمح للألمان الغربيين والبرلينيين الغربيين بالسفر بدون تأشيرة إلى برلين الشرقية وألمانيا الشرقية ابتداءً من 23 ديسمبر 1989. حتى ذلك الحين، لم يتمكنوا من الزيارة إلا في ظل ظروف مقيدة تتضمن طلبًا للحصول على تأشيرة قبل عدة أيام أو أسابيع مسبقًا والتبادل الإلزامي لما لا يقل عن 25 مارك ألماني في اليوم من إقامتهم المخطط لها. وهكذا، في الأسابيع الممتدة بين 9 نوفمبر 1989 و 23 ديسمبر 1989، كان بإمكان الألمان الشرقيين السفر بحرية أكبر من الغربيين حيث تمكنوا من العبور إلى برلين الغربية عبر شيكات سفر فقط.
هناك أيضًا طرق أعيد فتحها في الفترة ما بين 12 يونيو 1990 و21 يونيو 1990 مع أو بدون رقابة حدودية.
تم التخلي عن الضوابط في 1 يوليو 1990، يوم توحيد العملة وقبل إعادة التوحيد الفعلي لألمانيا في 3 أكتوبر 1990. في الأشهر التي تلت سقوط الجدار، أصبحت المعابر الحدودية بين الشرق والغرب غير مهمة أكثر فأكثر.
اليوم، تم الاحتفاظ بأجزاء قليلة من الهياكل كنصب تذكاري.

## الضوابط الحدودية المتبقية
اليوم، توجد المعابر الحدودية الوحيدة المتبقية في برلين في مطاري برلين تيجيل الدولي ومطار برلين شونفيلد (تقع شونفيلد خارج حدود مدينة برلين) وجميع إجراءات مراقبة الحدود الخاصة بالحرب الباردة قد اختفت تمامًا. يتم تشغيلهم من قبل الشرطة والجمارك الفيدرالية الألمانية لأغراض فحص حركة المرور الدولية العادية.

## روابط خارجية
- وثائق شاملة من قبل ضابط الأركان السابق لمراقبة الجوازات هانز ديتر بهرندت
- جمعية حماية نقطة تفتيش برافو
- طوابع عبور الحدود

### طوابع المعابر الحدودية
- ختم ألماني شرقي من "نقطة تفتيش تشارلي" 1964
- بوابة براندنبورغ للمشاة ، ختم جواز السفر ، 1990.
- Friedrichstraße محطة سكة حديد معبر.
- Griebnitzsee معبر السكك الحديدية.
- معبر طرق بوتسامر بلاتز ، 1990.
- شارع بورنهولمر شتراسه ، 1990.
- Drewitz عبور autobahn معبر.
- Staaken معبر الطريق.
- Bornholmer Straße ومعابر Eberswalder Straße التي تم افتتاحها حديثًا.
- طوابع من بوابة براندنبورغ ومعابر بوتسدامير بلاتز ، وكذلك معبر محطة السكك الحديدية فريدريش شتراسه ومعبر فريدريش شتراسه ، المعروف باسم نقطة تفتيش تشارلي.